# New London (Connecticut)
New London é uma cidade localizada no estado americano de Connecticut, no condado de New London. Foi fundada em 1646 com o nome Pequot Plantation e renomeada New London em 1658, sendo incorporada em 1784.

## Geografia
De acordo com o United States Census Bureau, a cidade tem uma área de 27,5 km², dos quais 14,6 km² estão cobertos por terra e 12,9 km² por água.

### Localidades na vizinhança
O diagrama seguinte representa as localidades num raio de 8 km ao redor de New London.

## Demografia
Segundo o censo nacional de 2010, a sua população é de 27 620 habitantes e sua densidade populacional é de 1 005,5 hab/km².

## Marcos históricos
O Registro Nacional de Lugares Históricos lista 40 marcos históricos em New London. Os primeiros marcos foram designados em 15 de outubro de 1970 e o mais recente em 5 de março de 2021, a Edward Bloom Silk Company Factory. Existe apenas um Marco Histórico Nacional na cidade, o Monte Cristo Cottage, designado em 17 de julho de 1971.